# Christian Vázquez
Pour les articles homonymes, voir Vázquez.
Christian Rafael Vázquez (né le 21 août 1990 à Bayamón, Porto Rico) est un receveur des Astros de Houston de la Ligue majeure de baseball.

## Carrière
Joueur à l'académie de baseball de Porto Rico, Christian Vázquez est repêché par les Red Sox de Boston au 9e tour de sélection en 2008. Il est invité au début juillet 2014 à participer au match des étoiles du futur qui est joué le 15 juillet à Minneapolis, mais son entrée dans les majeures avant la tenue du match le rend inéligible à y participer. Le 9 juillet 2014, Vázquez fait en effet ses débuts dans le baseball majeur avec les Red Sox, qui en font le remplaçant du receveur A. J. Pierzynski, congédié le même jour. À son second match joué, le 11 juillet contre les Astros de Houston, Vázquez offre une performance de 3 coups sûrs, deux points marqués et deux points produits. Son premier coup sûr dans les grandes ligues est réussi aux dépens du lanceur des Astros Scott Feldman. 
Le 16 décembre 2022, Vázquez signe un contrat de 3 ans chez les Twins de Minnesota. 